# Haynes (Dakota Północna)
Haynes – miasto w Stanach Zjednoczonych, w stanie Dakota Północna, w hrabstwie Adams.